# سيباستيان (رواية)
سيباستيان (بالإنجليزية: Sebastian)‏ هي رابع روايات سلسلة خماسية أفينيون للكاتب البريطاني لورانس داريل، نشرت عام 1982، عن دار نشر فابر آند فابر.